# Vladimír Kompánek
Vladimír Kompánek (Rajec, 28 ottobre 1927 – Bratislava, 20 gennaio 2011) è stato uno scultore e pittore slovacco. Fece parte del gruppo di Mikuláš Galanda, di cui fu cofandatore. Era amico stretto dello scrittore Dominik Tatarka.

## Biografia
Fra il 1947 e il 1949 studiò al Alta scuola slovacca di tecnologia con i professori Gustáv Mallý, Ján Mudroch, Koloman Sokol, quindi fino al 1954 all'Alta scuola di arti figurative di Bratislava sotto la guida di Jozef Kostka.

## Caratteristiche artistiche
Il periodo più importante della sua produzione scultorea furono gli anni 1960. Successivamente incominciò a disegnare e dipingere. Le sue sculture in legno traggono idee dall'ambiente della campagna. Kompánek elabora il concetto di "divinità protettive" della casa, simboli totemici, astrae le forme tipiche dell'ambiente: in particolare l'architettura popolare e l'albero. Un motivo frequente è la donna e i personaggi di campo, come in Lesná madona ("Madonna dei boschi", 1966). Nel dipinto, spesso raffigura il motivo delle maschere di carnevale. Caratteristico del suo lavoro è il legame con la natura e il villaggio. Una parte importante del lavoro di Kompánek sono i giocattoli di legno, che con la loro semplicità si avvicinano a giocattoli futuristici per adulti. Alcuni di essi sono stati realizzati dall'autore in un formato più grande su campi da gioco, ad esempio a Piešťany.
Nel 1967 fu insignito del premio Herder.
Nel 1972 fu registrati come agente della polizia segreta ŠTB con la matricola 13 293 e il nome in codice Sochar. Secondo la famiglia, non collaborò mai con l'ŠTB e invece le sue figlie sarebbero state aggredite da agenti della polizia segreta.
Nel 2007 ricevette il premio Krištáľové krídlo alla carriera.
Le sue opere furono esposte alla XXXII Biennale di Venezia del 1964, all'Expo 1967 di Montréal e all'Expo 1970 di Osaka.